# 嘔吐1979
『嘔吐1979』（おうと1979）は、村上春樹の短編小説。

## 概要
| 初出     | 『IN★POCKET』1984年10月号                          |
| 収録書籍 | 『回転木馬のデッド・ヒート』（講談社、1985年10月） |

村上は『IN★POCKET』1983年10月号（創刊号）から1984年12月号まで隔月で、聞き書きをテーマとする連作の短編小説を掲載した。副題は「街の眺め」。本作品は1984年10月号に発表されたその7作目である。

### 英訳
| タイトル | Nausea 1979                                                 |
| 翻訳     | ジェイ・ルービン                                            |
| 初出     | 『Blind Willow, Sleeping Woman』（クノップフ社、2006年7月） |

## あらすじ
彼は若手のイラストレーターで、「僕」と同じように50年代から60年代前半にかけてのジャズ・レコードのコレクションをしていた。けれども互いに対象エリアが微妙にずれているので、ときどき互いのレコードを交換していた。「僕」はウェスト・コーストの白人のバンドのものが中心であり、彼はコールマン・ホーキンズだとかライオネル・ハンプトンといった中間派に近いものの後期のレコードを集めていた。
彼がその吐き気の話をしてくれたのはそんな交換会のあとだった。彼の吐き気は1979年6月4日にはじまり、同年の7月14日まで続いた。さらに6月5日から7月14日まで見知らぬ男から毎日電話がかかってきた。時間はでたらめだったが、ベルが鳴って、彼の名前を言って、ぷつんと切れるのは同じだった。